# Syndrom náhlého úmrtí kojenců
Syndrom náhlého úmrtí kojenců (SNÚK nebo SIDS – z angl. Sudden infant death syndrome) je definován jako náhlá a vzhledem k předchozímu stavu neočekávaná smrt kojence (tedy dítěte do jednoho roku), u které se nepodaří ani při pitvě nalézt příčinu smrti. Incidence SNÚK je 0,22 na 1000 živě narozených dětí, v České republice tedy postihuje kolem 25 dětí ročně, mírně častěji jsou postiženi chlapci. Příčina smrti není známá.

## Historie
Možnost náhlého úmrtí kojenců je známá již po staletí, zmínky lze nalézt již v Bibli; obvykle se však předpokládalo, že příčinou smrti je zalehnutí matkou. Přesvědčení o této příčině šlo tak daleko, že např. Pruské všeobecné zemské právo z roku 1794 zakazovalo spánek dětí mladších 2 let ve společné posteli s rodiči, sankcí mohlo být vězení nebo tělesný trest.

## Rizikové faktory
Příčina onemocnění není známá, jsou však známy četné rizikové faktory, jejichž přítomnost zvyšuje pravděpodobnost SIDS.
- Obecné rizikové faktory[zdroj?]
  - pozitivní rodinná anamnéza se SNÚK
  - apnoe v dětství
  - chronická hypoxie
  - poruchy centrální nervové soustavy
  - geografické faktory
  - zimní období, chladné klima
  - mužské pohlaví dítěte
- rizika na straně matky[zdroj?]
  - intrauterinní hypoxie
  - fetální růstová retardace
  - infekce močopohlavního systému
  - anémie
  - kouření (kuřačka)
  - drogová závislost
  - nedostatečná výživa matky
  - nedostatečná prenatální péče
  - nízká socioekonomická úroveň
  - nízký věk matky (16–17 let)
  - krátký odstup od předchozího těhotenství

- rizika na straně plodu[zdroj?]
  - nízká porodní hmotnost
  - dušení při porodu (porodní asfyxie)
  - předčasný porod (prematurita)

- rizika vzniklá po porodu[zdroj?]
  - věk (maximum výskytu 2.–4. měsíc věku dítěte)
  - umělá výživa
  - přehřívání dítěte (oblečení, přikrývky), přetápěné místnosti
  - příliš měkký povrch pro spánek
  - spánek s rodiči
  - horečnaté onemocnění během posledních 2 týdnů
  - pasivní kouření
  - „bez dudlíku“
  - spaní na břiše (především u dětí nezvyklých na polohu spaní na břiše)[5] Přeorientování dětí na spánek na zádech vedlo v USA ke snížení výskytu SNÚK. Došlo však ke zvýšení náhodného udušení či uškrcení (ASSB).[6]

## Možnosti prevence

### Dudlíky
Analýza studií zaměřených na SNÚK ukázala, že většina těchto studií doporučuje používání dudlíku. Podle Americké pediatrické akademie dudlík snižuje riziko vzniku SNÚK, mechanismus tohoto jevu je však stále plně neobjasněn. Používání dudlíků není obecně doporučeno kvůli různým rizikům, které se mohou kvůli jejich používání vyskytnout. Například zánět středního ucha, infekce trávicího traktu a kolonizace úst kvasinkami rodu Candida.
Studie z roku 2005 naznačuje, že používání dudlíku snižuje riziko vzniku SNÚK až o 90 % v závislosti na okolnostech a zmírňuje rizikové faktory. Existují domněnky o tom, že dudlík způsobí otočení dětského obličeje od matrace, což snižuje riziko udušení. Studie z roku 2010 provedená na Monashově universitě v Melbourne nabízí vysvětlení prevence SNÚK kvůli změně spánkového režimu dítěte. Dudlík způsobí, že dítě spí lehčím spánkem a lehce se tak vzbudí, když se cítí nepříjemně. Nejnovější studie z roku 2011 potvrzuje, že používání dudlíku redukuje také další známá rizika vzniku SNÚK.

## Očkování a SNÚK
Děti ve věku od 2 do 4 měsíců dostávají hned několik vakcín. Toto věkové rozmezí je také vrcholovým obdobím, kdy se nejčastěji vyskytuje syndrom náhlého úmrtí kojence. Načasování očkování v tomto období tak vedlo mnoho lidí k otázce, zda mezi očkováním a SNÚK neexistuje přímá souvislost. Studie však neprokázaly, že by vakcíny se SNÚK jakkoli souvisely.